# Chrysler 60
Der Chrysler Serie 60 war ein PKW der Mittelklasse, den Chrysler in Detroit im Modelljahr 1927 herstellte. Er wurde dem größeren Sechszylindermodell Serie 70 zur Seite gestellt.
Der Wagen besaß einen seitengesteuerten 6-Zylinder-Reihenmotor, mit 2.953 cm³ Hubraum, der 54 bhp (40 kW) Leistung abgab. Über eine Einscheiben-Trockenkupplung und ein Dreiganggetriebe mit Mittelschaltung wurden die Hinterräder angetrieben. Serienmäßig waren alle vier Räder hydraulisch gebremst. Es wurden sieben verschiedene Karosserien angeboten, die denen des Vierzylindermodells Serie 50 entsprachen.
1928 hieß das Modell Chrysler Serie 62, ohne dass große Veränderungen vorgenommen worden wären. Auf Wunsch war ein stärkerer Motor mit höherer Verdichtung erhältlich, der 60 bhp (44 kW) leistete.
Die Produktionszahlen der Serie 60 sind nicht bekannt, die Serie 62 wurde 64.136 mal gebaut. Im Modelljahr 1929 ersetzte die überarbeitete Serie 65 die Serie 62.

## Quelle
- Beverly R. Kimes, Henry A. Clark: Standard Catalog of American Cars 1805–1942. Krause Publications, Iola 1985, ISBN 0-87341-045-9.